# Norbert Davis
Norbert Harrison Davis (Morrison, 18 aprile 1909 – Harwich, 28 luglio 1949) è stato uno scrittore statunitense.
Ha usato anche gli pseudonimi Harrison Hunt e Cedric Titus.
Esordisce come scrittore quando è ancora studente universitario, pubblicando racconti su varie riviste letterarie: le sue storie variavano dall'hard boiled al western. Una volta divenuto famoso nell'ambito dei Pulp magazine, divenne amico e collega di Raymond Chandler.
Il suo primo romanzo è del 1943: Appuntamento col terrore. La coppia di personaggi, Doan e Carstairs, era già apparsa nel racconto Holocaust House (1940) e diverrà protagonista di altri due romanzi: Sally's in the Alley (1943) e Mio caro assassino (1946) ed un racconto, Cry Murder! (1944).
Mio caro assassino è l'addio di Davis al genere poliziesco. Nei tre anni successivi, infatti, lo scrittore cercò di dedicarsi ad una letteratura non di genere. I risultati, però, furono fallimentari e causa di grande sconforto.
Il 28 luglio 1949 Davis è ad Harwich, a Cape Cod (Massachusetts), quando (per motivi ignoti) si suicida inalando i gas di scarico della sua automobile. Non lascia alcun biglietto d'addio, né testamento.

## Opere
- 1943 - Appuntamento col terrore (The Mouse in the Mountain, oppure Dead Little Rich Girl), Le Lettere (ISBN 8871667166)
- 1943 - Sally, Spie & coltelli (Sally's in the Alley), Le Lettere (ISBN 8871668154)
- 1946 - Mio caro assassino (Oh, Murderer Mine), Le Lettere (ISBN 8871667174)
- 1947 - Murder Picks the Jury - scritto con W. T. Ballard
- 2004 - Doan & Carstairs, investigatori, Le Lettere (ISBN 8871668162)
contiene i racconti La casa dell'olocausto (Holocaust House, 1940) e All'assassino! (Cry Murder!, 1944)

## Filmografia
- 1941 - Hands Across the Rockies, di Lambert Hillyer - basato sul racconto A Gunsmoke Case for Major Cain